# Guido van Rossum
Guido van Rossum (1956. január 31.) holland programozó, a Python programnyelv megalkotója.

## Élete
Van Rossum Hollandiában született és nőtt fel. Ugyanitt szerezte meg matematikus diplomáját az Amszterdami Egyetemen 1982-ben. Később különböző kutató intézeteknél dolgozott, így a CWI (Amszterdam), NIST (Gaithersburg, Maryland, USA), CNRI (Reston, Virginia, USA) vállalatoknál. 2005 decemberétől alkalmazta a Google, 2013 januárjától a Dropboxnál dolgozott, ahonnan 2019-ben nyugdíjba vonult.